# Blepharis tenuiramea
Blepharis tenuiramea är en akantusväxtart som beskrevs av Spencer Le Marchant Moore. Blepharis tenuiramea ingår i släktet Blepharis och familjen akantusväxter. Inga underarter finns listade i Catalogue of Life.